# نیکولا گریفیت
نیکولا گریفیت (انگلیسی: Nicola Griffith؛ زادهٔ ۳۰ سپتامبر ۱۹۶۰) پدیدآور، و نویسنده بریتانیا-آمریکایی است. وی برنده جایزهٔ نبولا برای بهترین داستان بلند شده است. گریفیت هم‌چنین نامزد دریافت جوایزی مانند جایزه آرتور سی. کلارک و جایزهٔ هوگو برای بهترین داستان نیمه‌کوتاه بوده است.